# Periclimenes batei
Periclimenes batei är en kräftdjursart som först beskrevs av Lancelot Alexander Borradaile 1917.  Periclimenes batei ingår i släktet Periclimenes och familjen Palaemonidae. Inga underarter finns listade i Catalogue of Life.